# Castell de Pollestres

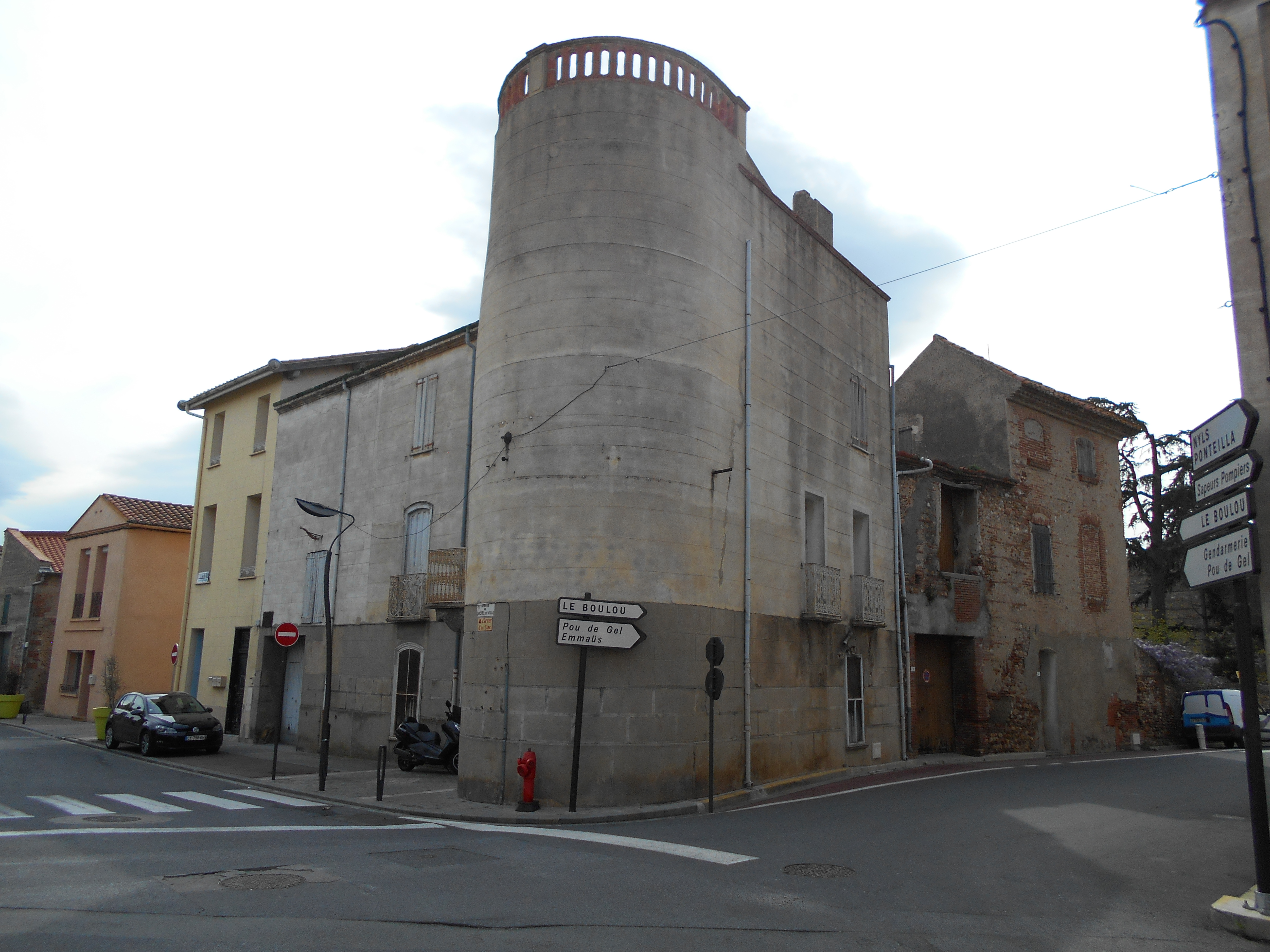
Façanes nord i oest del castell

El Castell de Pollestres és un castell medieval d'estil romànic del segle xi situat en el poble de Pollestres, a la comarca del Rosselló, a la Catalunya del Nord.
Està situat en el punt més alt del turonet on es troba el nucli vell del poble, tancant la cellera de la qual nasqué el poble de Pollestres. Per això l'església parroquial de Sant Martí i el seu cementiri eren dins del recinte del castell.

## Història
El 878 Lluís el Tartamut confirmava al monestir d'Arles la possessió del lloc de Pollestres, cosa que confirmava Carlemany el 891. El 898, però, Carles el Simple concedia el territori del poble a un dels seus fidels, Teodosi, tot i que altres documents contemporanis d'aquell deixen veure que la possessió del lloc era compartida entre diversos propietaris.
A mitjan segle x era el monestir de Sant Pere de Rodes qui en tenia la possessió, com confirmen dues butlles pontifícies dels anys 974 i 990, i un privilegi del rei Lotari, del 982. Al segle xi està documentada una família cognominada Pollestres, feudatària de Rodes, de la qual sortiren dos abats de Sant Genís de Fontanes. Al llarg de l'edat mitjana consten com a pabordes de Pollestres diversos monjos de Sant Pere de Rodes. Tanmateix, el 1380 el monestir es venia el poble i territori de Pollestres, per tal de finançar la compra de Llançà; a principis del segle xv consta com a senyor de Pollestres Esteve de la Torre. El 1639 el senyoriu havia passat a qui fou primer cònsol de Perpinyà el 1660, Francesc de Blanes, i fins a la Revolució Francesa en foren senyors els seus descendents.

## Les restes del castell

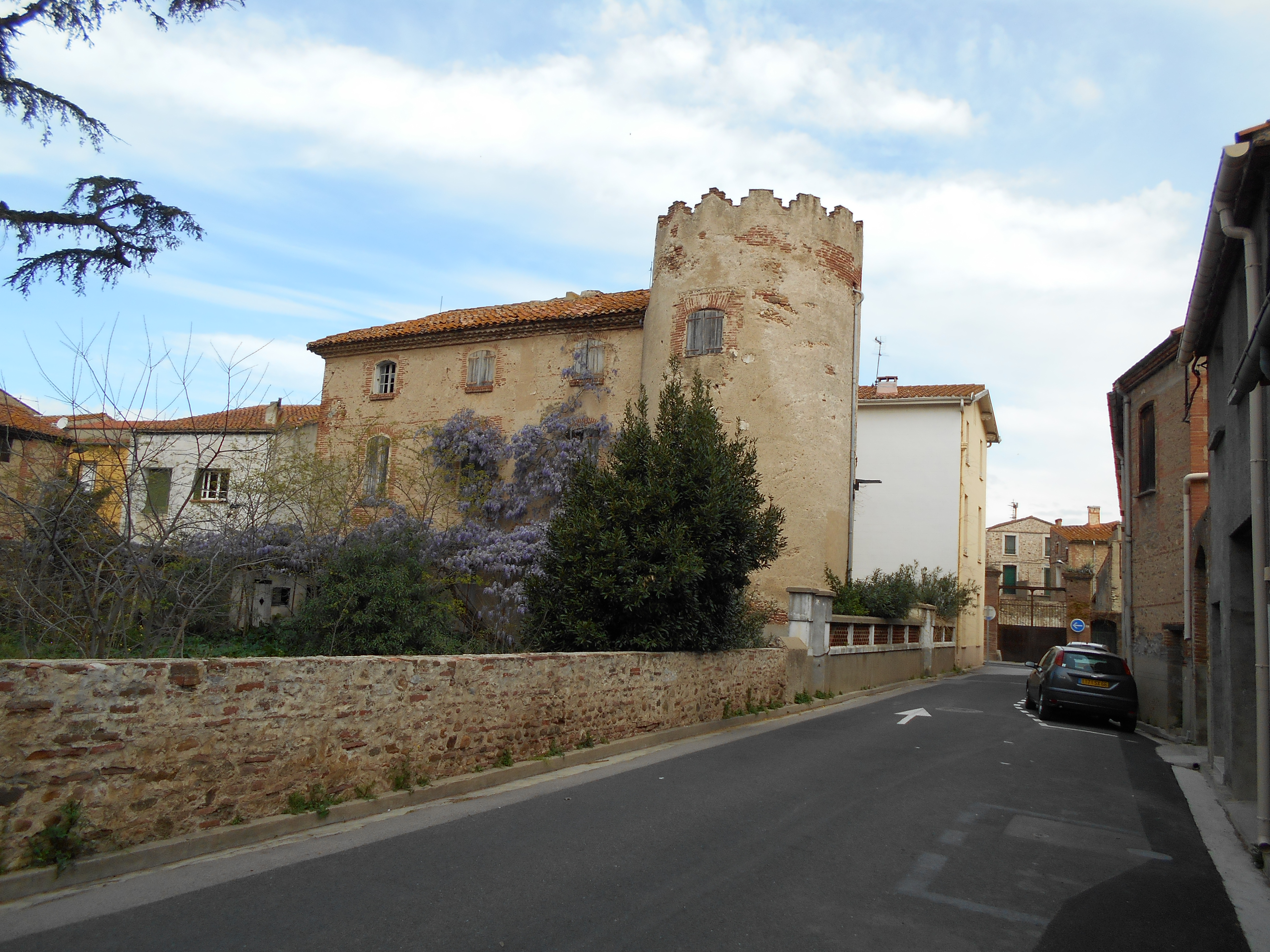
Façana sud del castell

El recinte del castell, de planta més o menys quadrada, era al costat sud-est de la cellera de Pollestres, església i cementiri inclosos. Se'n conserva la planta i dues torres cantoneres, una a l'angle sud-est i l'altra al nord-oest. Tanmateix, possiblement del castell actual només correspon a l'original la planta de l'edifici, damunt de la qual fou bastit un nou castell en època moderna o contemporània. Caldria fer una neteja dels murs actualment existents per veure si realment corresponen o no a l'edificació original.